# Hartmannsdorf (bei Eisenberg)
Hartmannsdorf település Németországban, azon belül Türingiában. Lakosainak száma 673 fő (2023. december 31.). Hartmannsdorf Crossen an der Elster és Silbitz községekkel határos.

## Népesség
A település népességének változása:
| Lakosok száma | 674  | 686  | 672  | 670  | 673  |
|               | 2017 | 2019 | 2021 | 2022 | 2023 |